# Episodi di Fairy Tail (nona stagione)
La nona stagione di Fairy Tail, serie televisiva anime prodotta da A-1 Pictures, Bridge e TV Tokyo, diretta da Shinji Ishihira e tratta dall'omonimo manga di Hiro Mashima, raggruppa gli episodi dal 278 al 328. Sono stati trasmessi in Giappone su TV Tokyo dal 7 ottobre 2018 al 29 settembre 2019 a cadenza settimanale ogni domenica, e sono usciti in simulcast su Crunchyroll sottotitolati in italiano.
Le sigle di apertura utilizzate sono: Power of the Dream di lol (episodi 278-290), Down by Law di The Rampage from Exile Tribe (episodi 291-303), No-Limit di Ōsaka ☆ Shunkashūtō (episodi 304-315) e MORE THAN LiKE di BiSH (episodi 316-328), mentre le sigle di chiusura sono: Endless Harmony di Beverly (episodi 278-290), Pierce di EMPiRE (episodi 291-303), Boku to kimi no lullaby di Miyuna (episodi 304-315) e Exceed di Miyuu (episodi 316-328). L'edizione doppiata in italiano è uscita su Prime Video il 29 marzo 2024.

## Lista episodi
| Nº  | Titolo italiano Giapponese 「Kanji」 - Rōmaji | In onda           | In onda       |
| Nº  | Titolo italiano Giapponese 「Kanji」 - Rōmaji | Giapponese        | Italiano      |
| 278 | Il festival del ringraziamento di Lamia Scale 「蛇姫の鱗感謝祭」 - Ramia sukeiru kansha-sai | 7 ottobre 2018    | 29 marzo 2024 |
| 278 | L'episodio inizia con Natsu, Lucy, Gray, Elsa, Juvia e Happy, che stanno per iniziare una battaglia contro un esercito per riprendersi Fairy Tail. La scena si sposta ad alcuni mesi prima dove Natsu, Lucy e Happy, dopo la loro precedente fuga si stanno dirigendo a Margaret la città di Lamia Scale, dove dalle indagini della biondina, troveranno uno dei loro compagni. Il gruppo arriva durante il Giorno del ringraziamento, una festa dove i vari membri della gilda intrattengono i cittadini e qui scoprono che Wendy ora è un loro membro. Dopo la festa cercano di parlare con la bambina che è felice di vederli, ma ormai fa parte di Lamia Scale, inoltre è in squadra con Shelia come "Sorelle del cielo", incontrano anche una strana ragazza con coda e orecchie da gatto che si rivela Charle, la gattina ha imparato a trasformarsi in umana e scoprono che i Dieci maghi sacri sono diventati il nuovo Consiglio compresi Jura e Makarov, anche se risulta scomparso da un po'. La sera stessa la città viene attaccata da mostri, comandati dalla gilda oscura Orochi Finn, acerrima nemica di Lamia Scale. Mentre i maghi iniziano a difendere la città, Wendy con Charle e Shelia dopo aver rubato Happy a Natsu, cercano l'evocatore di mostri, Natsu le insegue, facendosi strada tra i mostri. |                   |               |
| 279 | Perché ti amo 「愛しているから」 - Aishiteirukara | 14 ottobre 2018   | 29 marzo 2024 |
| 279 | Le Sorelle del cielo raggiungono gli Orochi Finn sconfiggendone la maggior parte, ma vengono immobilizzate dal loro Master, Bluenote Stinger, l'ex vice della Grimoire Heart, intanto lo scontro in città continua, Lucy rivela una sua nuova magia "Abito stellare", che gli consente di incanalare un po' della magia dello Spirito che evoca, consentendole così di combattere. Le ragazze stanno avendo la peggio contro Bluenote, ma vengono salvate da Natsu che annulla la forza di gravità e sconfigge l'avversario, facendo subito arrendere i nemici. Sheila dice a Wendy di tornare con Natsu e co perché ha capito che è ancora affezionata a loro. Il mattino dopo i tre maghi e i due gatti ripartono, diretti al villaggio Pioggeterna dove si trova Juvia. |                   |               |
| 280 | Avatar 「黒魔術教団」 - Avatāru | 21 ottobre 2018   | 29 marzo 2024 |
| 280 | I cinque raggiungono Pioggioterna (chiamato così per la pioggia perenne) e trovano Juvia che dopo aver scambiato Natsu per Gray sviene. Portata in casa la ragazza racconta che lei e Gray si trasferirono li da un anno, poi dopo alcuni mesi il ragazzo scomparve a causa dei simboli demoniaci della magia Devil Slayer che diventavano sempre più frequenti. Wendy e Charle restano con Juvia, Natsu, Happy e Lucy vanno in visita ai Sabertooth, dove Natsu ferma Rogue prima di partire con Minerva e Fro per una missione, pregandolo di non muoversi e vegliare sul suo Exceed e accetta la sua missione: stanare gli Avatar. Una volta fuori città Natsu ripensa alle parole del Rogue futuro, quel medesimo giorno Gray ucciderà Fro. Lucy spiega che gli Avatar sono una setta che venera Zeref, ma non sa se questi sia coinvolto, sospettano quindi che Gray si sia unito a loro a causa dei suoi nuovi poteri. Nel nascondiglio degli Avatar il gran sacerdote e capo Arlok, comunica che è giunta l'ora del Piano di Purificazione ai suoi subordinati: Jerome, Briar, Gomon, Mary, D-6, Abel e Gray che confessa di essere interessato solo a E.N.D, da un'altra parte anche un esercito del Consiglio con a capo Gajeel si sta dirigendo alla base degli Avatar. |                   |               |
| 281 | Uno scontro sotterraneo 「地下の激闘」 - Chika no gekitō | 28 ottobre 2018   | 29 marzo 2024 |
| 281 | Il gruppo di Natsu raggiunge la chiesa dove si nascondono gli Avatar e grazie a Virgo, entrano, ma si ritrovano contro Abel, Gomon e D-6, che Natsu batte facilmente, per poi imbattersi in Gray che ha rinnegato Fairy Tail, al suo posto ora ha il simbolo di Avatar, Lucy si ritrova in difficoltà a causa di Mary e la sua magia delle malattie e successivamente tutti e tre vengono catturati dai nemici. Levy ora anche lei membro dell'esercito di Gajeel lo raggiunge per rivelare gli ultimi spostamenti degli Avatar. Natsu e co si ritrova in una cella con manette anti-magia, arriva Gomon che sta per torturare Lucy, ma viene congelato da Gray che tramite un dispositivo contatta Elsa. |                   |               |
| 282 | Operazione: "Epurazione" 「浄化作戦」 - Jōka sakusen | 4 novembre 2018   | 29 marzo 2024 |
| 282 | Dopo essere stato liberato, il gruppo si dirige alla città di Malva. Gray rivela che per conto di Gerard e su richiesta di Elsa si è infiltrato negli Avatar per distruggerli quando tutti gli accoliti si sarebbero riuniti nel Piano di Purificazione: distruggere un'intera città convinti che questo evochi Zeref. Il ragazzo ha accettato la missione per saperne di più su E.N.D (avendo promesso al padre di distruggerlo) e ha preferito tenere Juvia all'oscuro per sicurezza, ha inoltre imparato a controllare la Devil Slayer. La setta sta partendo all'attacco ma Natsu, Lucy, Gray e Elsa (appena arrivata) li fermano e li affrontano, la rossa batte lo spadaccino Jerome e la sua spada oscura, Lucy cade di nuovo vittima della magia di Mary, ma improvvisamente il dolore cessa, Wendy arrivata con Charle l'ha guarita, la biondina stende così l'avversaria, Juvia si unisce a Gray che congela Briar dopo essersi moltiplicata in quattro. |                   |               |
| 283 | Ikusa-Tsunagi 「イクサツナギ」 - Ikusatsunagi | 11 novembre 2018  | 29 marzo 2024 |
| 283 | Mentre gli altri sconfiggono i soldati semplici, Natsu raggiunge Arlok, il sacerdote in difficoltà evoca Ikusa-Tsunagi una gigantesca divinità della guerra, ma il ragazzo sale sulla testa del mostro e con un pugno lo distrugge. Gajeel e Lily stendono Abel e D-6, mentre l'armata arresta i restanti membri, si scoprirà essere arrivati grazie anche a un messaggio lasciato da Gray. Sting, Rogue e Lector arrivano sul posto, Fro si avvicina a Gray, che lo coccola, cambiando così il futuro. |                   |               |
| 284 | Ricordi 「回想録」 - Kaisō-roku | 18 novembre 2018  | 29 marzo 2024 |
| 284 | Mentre dorme in un bosco Zeref sogna il suo passato. Il piccolo Zeref entrò nell'accademia di magia di Mildian più di 400 anni prima, gli insegnanti erano colpiti dalla sua intelligenza, ma spaventati dal suo interesse per la vita e la morte, convinti che avrebbe scatenato le ire del dio Ankhselam, gli fecero promettere di lasciar perdere, ma non ci riuscì. Diversi anni dopo diventato un giovane adulto Zeref ideò il Sistema di Rinascita e il Progetto Eclipse, finché un giorno uno dei suoi maestri gli disse che era stato espulso e di accettare il fatto che il fratello fosse morto, questo scatenò nel ragazzo una strana aura, che l'uomo prima di morire chiamò Ira di Ankhselam, quell'aura oscura uccise tutte le persone nell'accademia e ovunque andasse Zeref. Il ragazzo chiamò la sua situazione Maledizione Contraddittoria, più lui ama la vita, chi gli è accanto, muore, mentre lui al contrario è immortale e non può invecchiare, alla fine scelse di isolarsi e vivere in maniera cinica, dopo diversi anni decise di morire e creò i suoi demoni, ma fallirono tutti finché non creò E.N.D mettendo l'ether nel corpo del fratello morto: Natsu. Finito il flashback Zeref incontra un uomo senza un braccio che si rivela Acnologia e gli dice che è giunta l'ora dove l'uomo, il drago e l'immortale si scontreranno. A Magnolia il gruppo di Natsu si rincontra con diversi loro compagni e decidono di ricostruire la gilda. |                   |               |
| 285 | La settima capogilda 「七代目ギルドマスター」 - Shichidaime girudomasutā | 25 novembre 2018  | 29 marzo 2024 |
| 285 | Alcuni giorni dopo essersi ritrasferiti a Magnolia, Natsu e co continuano a ricostruire la sede della gilda tra alti e bassi, alla fine si decide che il settimo master è Elsa. Mest riappare (col marchio della gilda) e la conduce nei sotterranei della gilda, dove le mostra il Lumen Histoire: il corpo di Mavis nel gigantesco cristallo, quando improvvisamente Natsu, Lucy, Gray, Wendy, Happy e Charle scivolano dalle scale, li hanno infatti seguiti, anche se era un luogo dove solo i master possono entrare. Mest passa un ricordo nella mente dei presenti: 10 anni prima Makarov fece infiltrare il giovane Mest nel Consiglio, per impossessarsi di informazioni sul continente di Alakitasia a ovest. Il ragazzo cancello' i suoi ricordi, ma fece in modo che solo il master potesse restituirglieli a ogni loro incontro, a eccezione della prova sull'isola Tenrou, in cui Mest aveva modificato anche a lui i ricordi. Un anno prima, dopo che Makarov sciolse Fairy Tail e rivelò a Mest di essere uno di loro, in seguito alle informazioni, spiegò che l'impero di Alvarez nel continente occidentale 10 anni prima tentò un'invasione per Lumen Histoire, che fallì grazie al Consiglio, all'Etherion e i Face. Ma ora senza il Consiglio e le armi, Makarov era convinto che Alvarez avrebbe tentato una nuova invasione, spiegò inoltre che tutte le 730 gilde (Fiore ne ha solo 500) del continente occidentale sono state unificate nell'impero, dando vita a una potenza militare. Il vecchio master decise di recarsi a Alvarez per cercare di negoziare, minacciando di usare il Lumen Histoire come arma e sciolse la gilda per tenere gli altri al sicuro e lasciò a Mest il compito di ricostruire il Consiglio, che ci riuscì grazie a Warrod. Finito il racconto Mest rivela che in un anno non ebbe più notizie del master, Elsa decide di andare a ovest coi compagni attuali per la missione di salvataggio. All'esterno Gajeel che ha sentito tutto, decide di agire in parallelo e cercare Luxus. |                   |               |
| 286 | La legge dello spazio 「空間の掟」 - Kūkan no okite | 2 dicembre 2018   | 29 marzo 2024 |
| 286 | Levy recatasi al Consiglio per registrare il ritorno di Fairy Tail, incontra quattro dei Dieci maghi sacri più forti: Jura (quinto) Warrod (quarto) Wolfhein (terzo) e Hyberion (secondo), sanno infatti che Alvarez potrebbe attaccare e danno una brutta notizia God Serena, il primo mago sacro si è unito al nemico. Intanto il gruppo di Elsa è su una nave diretta a ovest, si scopre che anche Wendy è diventata sensibile ai mezzi come Natsu. Intanto Gajeel, Lily, Juvia, Cana, Elfman, Mira, Lisanna e Levy si stanno recando da Luxus e i suoi compari, il Dragon Slayer del ferro sa dove si trovano. La nave del gruppo di Elsa fa tappa all'isola di Caraco per rifornirsi, ma diverse navi di Alvarez sono attraccate e stanno ispezionando i viaggiatori, Natsu e Wendy dimostrano un udito sviluppato scoprendo che i soldati cercano una spia, il gruppo cambia allora il loro simbolo in quello di Cait Shelter, la copertura salta quando intervengono per salvare un bambino da alcuni soldati. Il gruppo sta assaggiando la specialità di un chiosco quando viene distrutto da Marin Hollow un mago di Alvarez, capace di manipolare lo spazio, fa apparire Mest pieno di lividi e annulla le magie di Elsa e Lucy, per farle poi sparire, mette anche in difficoltà Natsu e Gray, improvvisamente appare una donna Bradish che sentono ancora più potente dell'attuale nemico. |                   |               |
| 287 | L'imperatore Spriggan 「皇帝スプリガン」 - Kōtei Supurigan | 9 dicembre 2018   | 29 marzo 2024 |
| 287 | Il gruppo di Gajeel è in uno stabilimento termale di Blue Pegasus dove da Ichiya scoprono che Luxus e i suoi sono entrati nella gilda, anche se il primo sembra passare più tempo a allenarsi. A Caraco la nuova arrivata Bradish non è interessata né a combattere né a cercare la spia, voleva solo un dolce del chiosco distrutto da Marin e dopo aver dato una pedata al terreno ordina al subordinato di liberare le ragazze, Happy e Charle si alzano in volo con Wendy e il bambino e scoprono che l'isola si è trasformata in una montagna. Marin dopo aver perso la sua spavalderia, libera le ragazze, Natsu non accetta il fatto che se ne vadino dopo aver ferito Mest, la ragazza fa sparire Marin per essere pari e si allontana dicendo che Makarov sta bene e anche di non andare ad Alvarez, dopodiché fa sparire l'isola e si presenta come una dei Dodici Spriggan i maghi più forti al servizio dell'imperatore. A bordo di una delle navi Elsa si accorge che in realtà l'isola è stata rimpicciolita (era sotto i piedi della nemica), Mest ripresosi teletrasporta tutti sott'acqua in un tempio che si trasforma in Olympia lo Spirito Stellare tempio semovente controllato da Sorano (ex Angel di Oracion Seis), che si rivela la spia e gli porta a destinazione. Nella capitale reale Makarov non ha mai incontrato l'imperatore ed è sempre stato trattato come ospite, l'imperatore fa il suo ritorno in quel momento (avendo sentito dei trattati e del rappresentante) e si scopre essere Zeref. Il vecchio master incontratosi in privato con Zeref, prima scopre, che creò l'impero solo per affrontare Acnologia e che l'attacco di 10 anni prima fu colpa di alcuni Spriggan ribelli che lui stesso fermò, ora però vuole il Lumen Histoire o meglio Fairy Heart e che il Festival del re dei draghi si avvicina. Makarov rifiuta di cedere Mavis e sta per essere ucciso da Zeref, che prima lo ringrazia per aver cresciuto Natsu, poi con la sua morte vuole che lo odi a tal punto da volerlo uccidere, Mest salva il master in tempo.                                                                                      |                   |               |
| 288 | La terra abbandonata dagli dei 「神に見捨てられた地へ」 - Kami ni misute rareta ji e | 16 dicembre 2018  | 29 marzo 2024 |
| 288 | Mest porta Makarov dagli altri, il vecchio master rivela di aver fallito nei negoziati e che Zeref è l'imperatore, ma i ragazzi sono contenti che stia bene. La felicità dura poco a causa dello Springgan Ajeel, Makarov ordina la ritirata a causa della forza del nemico, il gruppo fugge su un veicolo magico, ma il nemico usando la sua magia della sabbia gli lancia contro dei mostri che Gray e Lucy (tramite Sagittarius) abbattono dato che Elsa è alla guida, i Dragon Slayer stanno di nuovo male e Mest può teletrasportare tutti ancora una volta. Ajeel allora trasforma il terreno in una voragine che sta per inghiottire il mezzo, Natsu la neutralizza, l'avversario evoca allora una tempesta di sabbia, Makarov ingigantito cerca di proteggere tutti, ma all'improvviso un fulmine ferma la tempesta. Il gruppo scopre di essere stato salvato da Luxus a bordo dell'aeronave di Blue Pegasus, Mest teletrasporta tutti a bordo e fuggono dopo essersi riuniti al gruppo di Gajeel, a Ichya, a Luxus e i suoi compari. Tornati a Magnolia, dove la sede è stata completata, Elsa restituisce a Makarov il titolo di master, che rivela che Alavrez attaccherà, interrompendo i festeggiamenti in corso, appare anche lo spirito di Mavis che intende rivelare cos'è il Fairy Heart e il suo legame con Zeref. |                   |               |
| 289 | Mavis e Zeref 「メイビスとゼレフ」 - Meibisu to zerefu | 23 dicembre 2018  | 29 marzo 2024 |
| 289 | Mavis racconta che circa 100 anni prima, lei incontrò per caso Zeref, che insegnò a lei e i suoi compagni la magia, con la quale liberò Magnolia dai Blue Skull, ma lei a causa del Law incompleto non poté più crescere. Dopo la loro vittoria Mavis fondò Fairy Tail nel X686, alcuni anni dopo scoppiò la seconda guerra commerciale dove Mavis partecipò dimostrando le sue abilità strategiche. nell'anno X696 Mavis incontrò di nuovo Zeref per caso nei boschi, la ragazza gli disse delle voci che aveva scoperto su di lui, ma che non aveva paura e al contrario lo trovava una persona dolce e gentile, tra un discorso e l'altro rivelò di aver usato il Law, cosa che lo spaventò dicendole che ora era diventata come lui: immortale, incapace di invecchiare e destinata a uccidere chiunque ami, spiegò che essendoci stata la guerra, i suoi giudizi di vita e morte erano stati offuscati, motivo per cui non era morto ancora nessuno, non credendo a queste parole la ragazza fuggì. Alcuni giorni dopo alla gilda, Rita la moglie di Yuri partorì il loro primo figlio che Mavis su richiesta dei genitori chiamò Makarov, come il re benevole di una storia che lesse, ma dopo che la ragazza tocco la mano di Rita, questa morì di colpo. Yuri e gli altri pensarono che fosse stato a causa del parto, ma Mavis capendo la verità fuggi, una volta nel bosco scoprì che chiunque la circondava moriva. Mavis vagò senza meta per un anno, cercando anche inutilmente di morir di fame, finché un giorno, ridotta a un fantasma non si rincontrò con Zeref, scoprì che non potevano neppure uccidersi tra loro, il ragazzo raccontò dei suoi demoni, ma che nessuno riuscì a ucciderlo e che stava creando un impero per prepararsi alla guerra e trattando le persone come pedine, non c'era il rischio di uccidere nessuno, anche se improvvisamente riferì di odiare la guerra, Mavis capì che l'immortalità gli aveva procurato anche contraddizione nei suoi pensieri, lei gli confessò di accettarlo e dopo un bacio, cadde in un sonno profondo.                                                                                      |                   |               |
| 290 | Fairy Heart 「妖精の心臓」 - Yōsei no shinzō | 6 gennaio 2019    | 29 marzo 2024 |
| 290 | Zeref riportò il corpo di Mavis a Fairy Tail dove trovò solo Purehito, nominato master temporaneo e rimasto di guardia, dato che gli altri erano impegnati nel festival del raccolto, per poi sparire di nuovo. Purehito sentendo che Mavis era viva ma con funzioni vitali deboli, la rinchiuse in un gigantesco cristallo curativo, ma dalle analisi capì il potere oscuro che aveva sviluppato (e che aveva ucciso Rita), preferì tacere e sigillò la stanza. Nel X697 Puherito raccontò che Mavis era morta e divenne il nuovo master come ultime volontà della ragazza, nel X700 Yuri morì senza sapere la verità sulla morte della moglie, dopo 30 anni Puherito non riuscì a risvegliare Mavis, ma scoprì che il suo corpo semicosciente aveva sviluppato una potentissima magia, capace di non esaurissi il Fairy Heart. Tornati nel presente Mavis ipotizza che Zeref vuole Fairy Heart per abbattere l'unico nemico di cui ha paura: Acnologia, Happy chiede perché non usarlo contro tutti i nemici, ma Makarov rivela che l'avrebbe usato contro i Face, ma se l'arma sfugge al controllo avrebbe fatto danni inimmaginabili. Natsu dice allora che ha un'arma segreta per battere Zeref, mostrando le bende che tiene dal suo ritorno sul suo braccio destro dato che tutti avendo capito l'immortalità del nemico, hanno paura. Makarov allora nomina gli Spriggan che ha conosciuto o sentito nominare nella sua permanenza ad Alvarez (dato che è raro che appaiano tutti insieme): Bradish, Ajeel, Invel, August, Dimaria, God Serena, Bloodman, Neinhart e Wall. Parallelamente Zeref dice agli Spriggan radunati che attaccheranno Ishgar con tutto il loro esercito (cosa prevista anche da Mavis), intanto anche Acnologia incomincia a muoversi. |                   |               |
| 291 | Battaglia a Magnolia 「マグノリア防衛戦」 - Magunoria bōei-sen | 13 gennaio 2019   | 29 marzo 2024 |
| 291 | Durante la sera Mavis fa un giro tra i vari membri della gilda: Natsu e Happy piombano in casa di Lucy per distarsi, lei li rimprovera, ma il ragazzo sa che non possono perdere la futura battaglia, spiegando che quando sfida gli altri è solo per capire chi è il più forte. Al dormitorio femminile Wendy dice a Elsa che stavolta sarà lei a proteggerla, dopo tutto quello che la ragazza ha fatto per lei. Gray e Juvia passano un po' di tempo insieme e rivela di avere anche lui un'arma segreta. Alla gilda Warren ha attivato una speciale mappa olografica con radar per controllare la situazione. Quando improvvisamente la pace è sconvolta da una flotta volante con a capo Ajeel, che attacca, ma la città è avvolta da una barriera di Fried. Mavis manda ordini alle varie squadre, fuori città Bisca con un fucile combinato con lo Jupiter dei Phantom spara un colpo, ma Ajeel lo disperde salvando l'ammiraglia, ma abbattendone alcune. I Dragon Slayer coi relativi Exeed sono all'attacco distruggendo alcune navi, ma una volta saliti sull'ammiraglia per affrontare Ajeel si sentono male, Elsa li salva, i tre decidono di combattere a terra. Una squadra dell'impero capitanata da Wall è entrata inspiegabilmente in città, Lucy si trova Bradish nella sua vasca da bagno, alla gilda si scopre che diverse armate dell'impero col resto dei Dodici sono sbarcate in quattro diversi angoli del regno. |                   |               |
| 292 | Stella del mattino 「明星」 - Myōjō | 20 gennaio 2019   | 29 marzo 2024 |
| 292 | Gray e Juvia iniziano a sconfiggere i soldati entrati in città, Elfman, Lisanna e Mira si uniscono allo scontro, quest'ultima si trasforma in Sayla dei Tartatos (avendola assorbita) e con una maledizione addormenta una buona parte dei nemici. Il gruppo di Natsu continua lo scontro a terra, mentre Elsa sulla nave scopre di non poter cambiare le armature. Lucy non potendo usare la sua magia a causa di Marin rimpicciolito in un cilindro è costretta fare il bagno con Bradish, che stranamente sembra conoscerla. La biondina cerca di pugnalare la nemica mentre le insapona la schiena, ma questa la riconosce come la figlia di Layla. Lucy riesce a scappare prima che la casa venga rimpicciolita, Bradish (rivestitasi) la raggiunge ma viene ostacolata da Cana, Lucy avendo rubato il cilindro con Marin lo rompe e lo stordisce, potendo di nuovo usare la sua magia e indossa l'abito stellare di Aries. Contemporaneamente Elsa usa delle spade d'acqua contro la sabbia, Ajeel evoca una tempesta di sabbia che avvolge tutta la città, immobilizza la maga e sta per disidratarla, ma lei evoca l'armatura Stella del mattino, che emana una forte luce che viene vista da Bisca ed essendosi ricaricato lo Jupiter spara un nuovo colpo, che la separa dall'avversario, Elsa con Nakagami lo finisce distruggendo la nave e placando la tempesta. |                   |               |
| 293 | Un profumo per qualcuno di speciale 「その香りは誰がために」 - Parufamu wa daregatameni | 27 gennaio 2019   | 29 marzo 2024 |
| 293 | Sbalzata fuori dalla nave e priva di conoscenza, Elsa viene presa da Natsu. Bradish a causa del vento si rivela allergica al polline portato da esso, Cana con un pugno la stende. Il gruppo di Gray si ritrova in difficoltà contro cinque esseri simili a Wall, chiamati Weakness: Juvia è contro un avversario che usa il vapore, Gray uno col fuoco, Elfman uno troppo veloce, Lisanna uno corazzato e una brutta imitazione di Elfman contro Mira (dato che non colpirebbe mai il fratello). Wall entra nella cattedrale dove Fried mantiene la barriera, materializza altri due Weakness, uno con l'esorcismo vince la magia nera di Bixlow e uno che usa nebbia contro la polvere di Ever, i due attivano le loro magie oculari, ma tutti i nemici Wall compreso, si rivelano robot magici e quindi immuni. Interviene Ichiya, che il robot lo analizza per trovare debolezze essendo il suo potere, ma ne trova troppe, il mago usa un profumo elettrico, che invece che danneggiare il robot lo potenzia, Wall raggiunge Friend che non può difendersi. Ma i maghi scoprono la debolezza dei Weakness: sono programmati per avere la meglio su un solo nemico, Gray congela quello del vapore, Juvia spegne quello del fuoco, Mira abbatte quello corazzato, Lisanna cattura quello rapido, Elfman smonta il suo sosia, Ever sistema quello con magia bianca e Bixlow colpisce quello della nebbia. Natsu comunica a Friend che il suo gruppo ha distrutto le ultime navi, permettendogli di trasformarsi in demone e grazie a un attacco combinato con Ichiya potenziato distrugge Wall. Ma i resti del robot esplodono, distruggendo la cattedrale, su una nave il vero Wall spara un potente colpo contro la gilda, che viene fermato da Ichiya sull'aeronave di Blue Pegasus. |                   |               |
| 294 | Natsu contro Zeref 「ナツ vs. ゼレフ」 - Natsu vs. Zerefu | 3 febbraio 2019   | 29 marzo 2024 |
| 294 | La vittoria della sera prima dura poco a causa delle restanti forze nemiche, Fairy Tail è costretta a chiedere aiuto alle altre gilde, Blue Pegasus e Sabertooth penseranno alle truppe a nord, mentre Lamia Scale e Mermaid Hell quelle a sud, infine i quattro più forti maghi sacri si occuperanno dell'est, dove in ognuno di queste zone ci saranno squadre di tre Spriggan, Mavis ritiene che Zeref sia a ovest dato che è la zona più lontana ed è l'esercito che si sta muovendo più lentamente e decide di mandare due squadre per supportare le altre: Gajeel, Lily, Elfman, Mira, Lisanna e Levy andranno a nord, mentre Gray, Juvia, Luxus, Wendy, Charle e Natsu a sud, a causa della sparizione di quest'ultimo si unisce Elsa. Warren scopre che Natsu con Happy si è lanciato contro Zeref, ma decidono di dargli fiducia. Natsu sconfigge facilmente l'avanguardia di Zeref, questi scende in campo e il Dragon Slayer scopre il braccio destro rivelando fiamme che l'avvolgono e un tatuaggio di drago, la nuova forza mette in difficoltà Zeref, Natsu spiega che questo è il risultato di un anno di allenamento usando il restante potere di Igneel che aveva dentro, ma che può usare una sola volta, lancia l'attacco in modalità Re drago di fuoco, Zeref spera che questo possa ucciderlo. |                   |               |
| 295 | Quattrocento anni 「400年の時を超え,」 - 400-Nen no toki o koe | 10 febbraio 2019  | 29 marzo 2024 |
| 295 | Zeref sopravvissuto all'attacco rivela a Natsu che sono fratelli: 400 anni fa i loro genitori furono uccisi dai draghi, insieme al piccolo Natsu, che lui dopo anni di ricerca lo riportò in vita come E.N.D: Etherious Natsu Dragonil. Natsu lo accusa di ingannarlo, dicendo che è umano, che E.N.D era il capo dei Tartatos e neppure Igneel riuscì a sconfiggerlo. Zeref rivela che Igneel si affezionò a lui e materializzando il libro di E.N.D, spiega che Mard Geer lo usò per creare i Tartaros, facendo credere ai suoi compagni che fosse il volere dello stesso E.N.D e infine dopo aver colpito il centro del libro, Natsu prova lo stesso dolore. Zeref continua che avendo problemi a crescerlo lo affidò al suo amico Igneel che gli rivelò un piano che lui e altri draghi, non ostili all'uomo avevano in mente per sconfiggere Acnologia: addestrare dei Dragon Slayer, poi sigillare in loro le anime di drago e viaggiare nel futuro, dato che per sciogliere il sigillo sarebbe servita una grande quantità di magia che ai quei tempi non c'era, anche se Zeref sperava che il fratello diventasse abbastanza forte da ucciderlo. I bambini scelti oltre a Natsu erano orfani che nessuno avrebbe reclamato: Wendy, Rouge, Sting e Gajeel, usarono il portale Eclipse che fu aperto nel passato dalla maga stellare Anna e nel futuro da Layla Heartfilia una sua discendente, nel giorno 7/7/X777. Zeref conclude che quello fu il giorno in cui arrivarono da un'altra epoca non quello in cui i draghi scomparvero, come invece avevano sempre creduto, Natsu si lancia in un nuovo attacco (dato che il tatuaggio sta svanendo), il fratello gli rivela che se lo uccide morirà con lui perché è una sua creazione, Happy lo ferma e lo porta via in lacrime. A sud al porto di Hargeom e alle montagne a nord gli scontri tra l'impero e le gilde sono iniziati. Bradish rinchiusa nelle segrete di Fairy Tail con manette anti-magia viene raggiunta da Marin (tornato normale), ma invece di salvarla si rivela stanco delle sue umiliazioni e inizia a strangolarla. Mentre tornano a Magnolia Happy si accorge che Natsu è svenuto. |                   |               |
| 296 | Ciò che voglio fare 「あたしのしたい事」 - Atashi no shitai koto | 17 febbraio 2019  | 29 marzo 2024 |
| 296 | Bradish si risveglia nell'infermeria di Fairy Tail in compagnia di Lucy e Cana che l'hanno salvata da Marin (rinchiuso anche lui ora) e Polysuca che l'ha curata. La Spriggan chiede di restare sola con Lucy e gli rivela che sua madre Grammie era la cameriera di Layla e fu uccisa da quest'ultima per riprendersi la chiave di Aquarius, che le aveva dato quando si era ritirata come maga, ma che Lucy ricevette. Bradisch cerca di uccidere Lucy per pareggiare i conti, ma nella colluttazione si rompe una brocca e dalla sua acqua appare Aquarius, che dopo averle trasformate in sirene, le porta nella Memoria stellare un mare di stelle, dove mostra alcuni dei suoi ricordi da Zeref che con Anna parlò del piano di spedire guerrieri nel futuro (che non verranno mostrati) a Layla che dovette aprire il portale con le dodici chiavi dello zodiaco ma non avendo Aquarius usò parte della sua vita, Grammie restituì tardi la chiave alla padrona che ormai stava male, ma fuori dalla tenuta fu uccisa da Zoldeo ritenendola responsabile dell'accaduto. Aquarius scompare rivelando che la sua chiave è riapparsa da qualche parte, Happy entra trascinandosi Natsu, in pessime condizioni. Polysuca non capisce cosa sia il malore del ragazzo, Bradish si offre di rimpicciolirlo e dopo averlo fatto, torna in cella. Finito il giorno, a sud e nord c'è una tregua, mentre a est i quattro maghi sacri sono stati battuti da God Serena. |                   |               |
| 297 | Finché la battaglia non avrà fine 「戦いが終わるまでは」 - Tatakai ga owaru made wa | 24 febbraio 2019  | 29 marzo 2024 |
| 297 | I quattro maghi sacri cercano di fermare nuovamente God Serena ma falliscono, questi si rivela essere un Dragon Slayer con otto diversi Lacryma di drago nel corpo, quando all'improvviso appare Acnologia in forma umana e lo uccide trapassandolo col braccio rimastogli (apparentemente senza usare magie), il drago se ne va non essendo interessato agli altri. Durante la notte mentre sono accampati, Gray scopre che Luxus è malato a causa delle particelle anti-magia di Tempesta che ha respirato un anno prima, ma l'uomo vuole lottare lo stesso. Il giorno dopo il gruppo arriva in aiuto delle gilde a Hargeom, Luxus affronta Wall per vendicare i suoi amici, ma comincia a essere in difficoltà a causa della sua salute. |                   |               |
| 298 | In un momento di silenzio 「静かなる時の中で」 - Shizukanaru toki no naka de | 3 marzo 2019      | 29 marzo 2024 |
| 298 | Wall sta per finire Luxus, quando improvvisamente si attivano delle rune che l'uomo ha disegnato durante lo scontro, il robot usa particelle anti-magia, che invece curano Luxus ottenendo l'effetto voluto e con un fulmine potentissimo distrugge l'avversario. Elsa e Kagura si recano al porto dove hanno scoperto esserci il terzo Sprigan, durante il percorso vengono aiutate da Gerard, intenzionato a chiudere i conti con Zeref. Meredy si unisce a Gray, Juvia e Leon nello scontro. Wendy e Charle si uniscono a Sheila contro Dimaria, questa ferma il tempo per ucciderle, ma le tre vengono salvate da Ultear, potendo di nuovo muoversi, essa si rivela una proiezione attivatasi a causa dell'anomalia spazio temporale della Spriggan, che si trasforma nella divinità Chronos che ferisce Charle. Ultear ferma il tempo e salva la gattina, ma inizia a incrinarsi, rivelando che non può durare a lungo e dice alle due ragazze userà la Third origins che darà loro forza dal futuro, ma come effetto collaterale perderanno i loro poteri. |                   |               |
| 299 | Natsu torna in piedi! 「復活のナツ!!」 - Fukkatsu no Natsu!! | 10 marzo 2019     | 29 marzo 2024 |
| 299 | Ultear dice che userà Third origins su una di loro, l'altra salverà Charle. Wendy sembra essere potenziata, ma in realtà Ultear la usa su Sheila come richiesta della ragazza, che in una forma adulta batte Chronos, Ultear sparisce e Wendy cura Charle in lacrime. A Fairy Tail dalla mappa vedono la vittoria, ma improvvisamente entra Jacob Lessio uno degli Spriggan che era con God Serena. Warren non capisce perché il radar indica la sua presenza da un'altra parte, ma questi spiega che August il suo compagno, ha capito che li stavano monitorando e ha coperto la sua presenza, rivela inoltre che il vecchio è il più forte tra gli Spriggan ed essendo il giorno di riposo per gli anziani ad Alakitasia, ha deciso di venire da solo, dato che erano l'unica squadra senza soldati al seguito. Jacob dice di essere un assassino, che non lascia traccia e improvvisamente fa sparire tutti, Mavis resta sola e scopre che l'uomo può vederla e anche farle sentire dolore dopo averla colpita, le ordina di consegnarsi spiegando che sono tutti vivi in un'altra dimensione, per ora. Improvvisamente il killer viene colpito da Lucy, con Happy e poi Natsu (essendosi risvegliato), la ragazza rivela che sono stati salvati da Horologium. Lo scontro si rivela difficile a causa della magia dell'uomo che gli consente di sparire completamente e lanciare attacchi invisibili, Mavis capisce come battere Zeref. |                   |               |
| 300 | Historia dei morti 「屍のヒストリア」 - Shikabane no hisutoria | 17 marzo 2019     | 29 marzo 2024 |
| 300 | Jacob minaccia di uccidere i membri della gilda che ha in ostaggio, Lucy gli dice che ha due dei suoi alleati tra di loro, una volta fatti riapparire Bradish e Marin, la biondina usa Gemini per copiare Marin e liberare i loro amici. Makarov ingigantito spedisce fuori dalla gilda il nemico, che viene steso da Natsu. A nord il gruppo di Gajeel scopre che i vari maghi sono stati catturati dal nemico. Bradish tornata in prigione rivela che August il re dei maghi è il più potente dei Dodici, cosa che dice anche Makarov. Mavis porta Cana dal suo corpo che ha i segni degli attacchi di Jacob insieme al cristallo, la ragazzina ha capito che sono ancora collegati e dice a Cana di colpirla col Fairy Glitter di mondo di che si risvegli fisicamente. A Hargeon Elsa, Kagura e Gerard raggiungono la nave ammiraglia al porto, ma si imbattono in Simon, questi si rivela un Historia, l'illusione di un morto materializzatosi dai sentimenti di una persona per mano dello Spriggan Neinhart, questi se ne sta sull'albero della nave a guardare tranquillamente, fa sparire Simon e ne approfitta per attaccare Kagura e Gerard, che cadono in mare. Neihart materializza nemici già morti: Elsa rimasta sola si ritrova contro Ikaruga, Azuma e Kyoka, Gray e Leon contro Ur, Meredy e Juvia contro Zancrow e Ki-Suu, Wendy, Charle e Sheila contro Ezel e Luxus contro Hades. Kagura riemerge con Gerard e lo rianima. |                   |               |
| 301 | Determinazione 「気魄」 - Kihaku | 24 marzo 2019     | 29 marzo 2024 |
| 301 | Trovatasi in difficoltà contro tre avversari già battuti, Elsa viene immobilizzata da Azuma e Kyoka inizia a torturarla di nuovo, ma la maga trova tutto questo patetico, dato sono nemici che ha sconfitto malgrado fossero forti e li fa sparire a comando, Neihart paragona la ragazza a una maga di nome Irene, che stranamente le assomiglia. Gerard e Kagura arrivano, quest'ultima sconfigge Simon, mentre il ragazzo con un potente attacco abbatte l'intera flotta nemica e lo Spriggan, in contemporanea i maghi battono gli Historia, rivelando che essendo ricordi la loro forza è rimasta immutata. A Fairy Tail Natsu decide di andare ad affrontare August, appare Bradish che il ragazzo ha fatto uscire e in debito con Lucy si offre di negoziare col più vecchio degli Spriggan in quanto lo conosce da tempo, al contrario della seconda Spriggan più pericolosa, Irene Belserion, Lucy decide di darle fiducia, al contrario di Mest. Intanto si fa notte e mentre a Sud la battaglia è finita a nord il gruppo di Gajeel libera i maghi prigionieri, quando improvvisamente la neve si trasforma in un campo di fiori, per opera di Irene assieme agli ultimi Spriggan Larcade e Bloodman, che Sting reputa dopo aver perso contro di loro mostri. |                   |               |
| 302 | Il terzo sigillo 「第三の印」 - Dai san no shirushi | 31 marzo 2019     | 29 marzo 2024 |
| 302 | Natsu, Lucy, Happy e Bradish vanno a negoziare con August, Mest si unisce a loro, la Spriggan per fare prima ingigantisce Happy di modo che possa portare tutti. A nord il gruppo di Gajeel, affronta l'impero, Sting ancora traumatizzato riceve uno schiaffo da Yukino che lo riporta in sé, facendo sì che il resto delle gilde ritorni a combattere. A Fairy Tail Cana cerca sempre di liberare il corpo di Mavis. Il gruppo di Natsu trova August e percepiscono il suo potere. La Grimoire Sorciere composta dagli ex Oraicon Seis arriva sulle montagne con Olympia e bombarda i nemici, Yukino ha una strana sensazione. Irene si allontana sentendo che sta arrivando Acnologia e usa una strana magia sul terreno che Zeref a ovest percepisce. Bloodman mette in difficoltà le varie gilde a causa delle sue particelle anti-magia, solo Gajeel ne è immune grazie ai suoi polmoni di metallo, Levy coprendosi la bocca lo aiuta. Bloodman rivela che nello scontro ha attivato i suoi sigilli, il primo assorbe la magia, il secondo apre l'aldilà e ora il terzo sarà il giudizio della morte, lo Spriggan si trasforma in un essere oscuro che non può essere toccato, rivelandosi un Etherius in grado di usare le maledizioni dei vari membri di Tartaros, la situazione percepita quando Levy perde la maschera che la proteggeva. |                   |               |
| 303 | Insieme per sempre 「ずっと二人で」 - Zuttofutaride | 7 aprile 2019     | 29 marzo 2024 |
| 303 | Gajeel per salvare Levy assorbe le particelle anti-magia dell'avversario, riuscendo finalmente a colpirlo grazie a una nuova Dragon Force, ma quando crede di aver vinto Bloodman attiva un portale che risucchierà lui e Gajeel nel nulla, Levy cerca di raggiungerlo, ma Lily la ferma e su richiesta dell'amico promette di riportarla alla gilda, prima di sparire Gajeel la ringrazia di averlo reso un uomo migliore. Bradish sembra aver convinto August a ritirarsi (questi riconosce Natsu), ma improvvisamente viene pugnalato dalla ragazza: Mest ha modificato i suoi ricordi per salvare la gilda, August cambia aspetto e lancia un incantesimo di fuoco che viene visto da Fairy Tail. Nella gilda Cana riesce finalmente a cancellare la proiezione di Mavis e liberare il suo vero corpo nel cristallo. Irene affronta Acnologia, ma non riuscendo a batterlo attiva Universe One (l'incantesimo lanciato sul terreno), in grado di modificare la geografia del regno, una luce abbaglia tutta Fiore. |                   |               |
| 304 | Fairy Tail Zero 「フェアリーテイル ＺＥＲＯ」 - Fearīteiru zero | 14 aprile 2019    | 29 marzo 2024 |
| 304 | Finita la luce, Mavis si ritrova da sola nel sotterraneo, dopo aver creato con la sua magia dei vestiti illusori, sale e l'unico che trova è Zeref. Natsu, Lucy e Happy si risvegliano in una strana foresta, parallelamente anche i loro compagni si ritrovano in luoghi diversi e assurdi. Bradish dopo aver rimpicciolito la ferita di August viene a sapere che la magia che Irene ha usato ha riplasmato il continente e ha allontanato Acnologia, disperso a caso sia le forze nemiche che alleate in tutto il regno e avvicinato l'imperatore al Fairy Heart. Nel palazzo reale Irene sconfigge le guardie e trasforma la principessa Hisui in un topo, quando avverte qualcosa. il gruppo di Natsu dopo essersi riunitosi a Gray, Juvia e Elsa, vedono un enorme occhio in cielo, Irene ha notato Elsa e sembra conoscerla. Makarov e il resto delle persone che erano nella gilda si ritrovano in una spiaggia con Mira e Lisanna e affrontano truppe imperiali con Juliet e Heine due subordinate di Irene, la prima usa lacci immobilizzanti e la seconda lancia sostanze appiccicose o acide. Gajeel si risveglia e gli appare Zera che si presenta come un'amica di Mavis, tornata grazie al suo risveglio e visibile grazie al fatto che la sua magia è cresciuta negli anni, dopo aver spiegato all'uomo che la magia che ha cambiato Fiore l'ha salvato e ora si trova sull'isola Tenrou, vicinissima alla costa, lancia un messaggio telepatico a tutti i membri di Fairy Tail, spiegando che Mavis è in pericolo e dove si trova, i maghi inizialmente dubbiosi si fidano dopo aver sentito anche Gajeel in sottofondo. Mira si offre di restare contro Juliet e Heine e usando la forma Allegria, creata dopo aver assorbito tutti i demoni di Tartaros le batte. Elfman trovatosi con Fro, Lector e Yukino, si rivela essere l'unico che ha sentito Zera in quanto membro di Fairy Tail, il gruppo si imbatte in Sorano che Yukino chiama sorella. Mira avendo esaurito le forze nell'ultimo attacco, scopre di aver lottato contro due spade trasformate in persone, quando Irene le appare alle spalle.                                       |                   |               |
| 305 | Un Dragonil Bianco 「白きドラグニル」 - Shiroki doraguniru | 21 aprile 2019    | 29 marzo 2024 |
| 305 | Irene usando i poteri delle due spade immobilizza Mira coi lacci e poi usa la sostanza acida per torturarla e ucciderla lentamente, per vendicare così le sue subordinate, ma arrivano August e Bradish, il vecchio in quanto capo dei Dodici le ordina di seguirli e uccide Mira con un colpo (non viene specificato, se l'ha fatto per evitarle la tortura o per non perdere tempo). Dimaria viene liberata da Larcade Dragonil, l'ultimo Spriggan. Sorano rivela di essere veramente la sorella di Yukino, ma finché non sarà stata perdonata dei suoi crimini non vuole essere considerata tale. Lisanna raggiunge Mira e scopre che è viva e la ferita si è rimpicciolita (tramite Bradish). A Fairy Tail Mavis viene congelata da Invel e quest'ultimo le mette un collare di ghiaccio che le blocca la volontà, obbligandola a seguire lui e Zeref fuori. La sede della gilda ora si trova su una montagna, davanti a una immensa gola dove tutto l'esercito e i Dodici Spriggan si sono radunati (Neinhart ha rievocato come Historia Bloddman, Wall e God Serena). Natsu e co dopo essersi riposati e col sorgere del sole si lanciano al attacco (scena iniziale), grazie anche all'arrivo dei vari membri di Fairy Tail e altri maghi iniziano a sconfiggere l'esercito, quando God Serena gli si para davanti, Natsu mangia il suo attacco di fuoco, ma l'ex mago sacro lancia diversi attacchi elementali, il gruppo sta per soccombere, quando improvvisamente viene salvato da Gildarts. |                   |               |
| 306 | Il mago dell'inverno 「冬の魔導士」 - Fuyu no Madōshi | 28 aprile 2019    | 29 marzo 2024 |
| 306 | Gildarts dopo aver salvato i compagni affronta God Serena per permettere loro di proseguire. Gli Spriggan cercano di fermarli: Elfman e Lisanna affrontano Ajeel dopo essersi trasformati in animali del deserto, Mira affronta Jacob (che a causa dei vestiti distrutti della ragazza non riesce a guardarla), Bloodman e Wall si ritrovano rispettivamente contro Rogue e Minerva appena arrivati. Gildarts dopo aver neutralizzato gli attacchi del avversario lo finisce scagliandolo contro l'esercito nemico. Nella sede Irene cerca di assorbire il potere di Mavis, Neinhart l'avvisa di aver visto Elsa e riceve l'ordine di ucciderla. Mentre i vari maghi lottano contro i soldati, Natsu, Lucy, Juvia e Happy vengono congelati da Invel, solo Gray sopravvive, ma scopre che la sua magia è inutile contro il nemico, che dice di poter congelare ogni cosa, Gray usando la Devil Slayer riesce a ferirlo, Invel scatena una bufera di neve che avvolge tutto. Natsu e gli altri si liberano, ma una Bradish gigante lo afferra con Happy e Lucy e sparisce, Invel ne approfitta per mettere due collari di ghiaccio legati da una catena a Gray e Juvia e li ordina di lottare tra loro, dopo aver spiegato che il collare congela la loro forza di volontà e scomparirà solo quando uno dei due morirà, Invel spera che Gray ne esca vincitore, così che cada nell'oscurità e uccida Natsu, avendo scoperto che il suo obiettivo è uccidere E.N.D. |                   |               |
| 307 | Gray e Iuvia 「グレイとジュビア」 - Gurei to Jubia | 5 maggio 2019     | 29 marzo 2024 |
| 307 | Invel per assicurarsi la vittoria del suo imperatore tramite Fairy Heart, vuole che Gray uccida E.N.D, lui e Juvia si combattono ma scelgono entrambi di suicidarsi, facendo svanire i collari. Lo Spriggan si allontana per occuparsi di Natsu di persona e annulla la bufera, ma Gray scopre di essere sopravvissuto grazie a una magia di trasfusione sangue della ragazza, per piangere sul suo corpo. Bradish porta Natsu, Lucy e Happy lontano dagli scontri, essendo in debito con loro vuole che sopravvivano, dato che sa che Fairy Tail non ha speranze, arriva Neinhart che potenziato dalla magia di Irene è come impazzito e attacca la sua stessa compagna. Gray dopo essersi congelato la ferita, raggiunge Invel e lo attacca accecato dall'odio, lo Spriggan attiva la sua armatura che congela e frantuma ogni cosa, ma il ragazzo usando il ghiaccio dell'avversario lo batte, parallelamente Natsu batte con facilità Neinhart. Invel raggiunge lo stesso il suo scopo dopo aver detto a Gray che per fermare la scia di morte che lo perseguita (ignaro che Juvia è stata salvata da Wendy e Charle), deve uccidere E.N.D e rivela che è Natsu. |                   |               |
| 308 | Il demone più potente del libro di Zeref 「ゼレフ書最強の悪魔」 - Zerefu-sho saikyō no akuma | 12 maggio 2019    | 29 marzo 2024 |
| 308 | Lucy cerca di convincere Bradish, ma lei come risposta riporta il malore di Natsu alla dimensione originale e inizia uno scontro con Lucy, interrotto da Dimaria, che ferisce Bradish, dato che poteva tranquillamente ucciderli. Mavis con la sconfitta di Invel riesce a scappare, grazie anche a Mest e rivela di Zera, arrivata con Gajeel, per scoprire che sta svanendo, davanti all'uomo a Lily, Levy, Jet e Droy, perché l'amica inizia a ricordarla, Mavis riesce lo stesso a vederla e ringraziarla, un'ultima volta. In un sotterraneo dove Dimaria ha portato Lucy e Natsu ammanettati, sta per torturare la biondina, accusandola che aver convinto Bradish a tradire l'impero e la fa svenire. Al suo risveglio Lucy scopre di essere libera e la Spriggan è stata sconfitta ed è sotto shock, dalle parole capisce che è stato Natsu, riuscito a muoversi nella sua magia, arrivano Polysuca, Ever, Happy e Bradish, che l'hanno curata e rivelano che non sanno cosa fosse il malore del ragazzo, Happy capisce che E.N.D si è risvegliato. All'esterno un Natsu avvolto dalle fiamme ha annientato ogni soldato imperiale che gli si è avvicinato e cerca Zeref, quando si trova davanti Gray. |                   |               |
| 309 | Un legame spezzato 「壊れた絆を」 - Kowareta kizuna o | 19 maggio 2019    | 29 marzo 2024 |
| 309 | Gray interroga inutilmente Natsu, che continua a ripetere che deve trovare Zeref, in un flashback Invel dopo essere stato sconfitto rivela a Gray che E.N.D è stato creato da un umano: il fratello minore di Zeref e anche dell' "Istinto omicida" presente in ogni demone - quello in cui è caduto ora Natsu convinto che Lucy sia morta (quando in realtà il tempo si era fermato) -che li obbliga a trovare e uccidere il proprio creatore, i due iniziano uno scontro mortale. Il resto di Fairy Tail continua a lottare contro l'esercito incitato da Mavis, Irene lancia un incantesimo che trasforma i soldati in Berserker rendendoli più forti e immuni al dolore, ma privi di controllo. Makarov allo stremo, decide di usare Fairy Law, Mavis gli dice che usarlo contro un simile esercito gli costerà la vita, ma il vecchio master per salvare tutti lo usa ugualmente. I membri di Fairy Tail sono in lacrime davanti al suo corpo, mentre la maggior parte dei nemici sono stati sconfitti. Lo scontro tra Natsu e Gray continua alla pari, quando all'improvviso i loro pugni di fuoco e ghiaccio vengono fermati a mani nude da Elsa in lacrime. |                   |               |
| 310 | Dolore e piacere 「快楽と苦痛」 - Kairaku to Kutsū | 26 maggio 2019    | 29 marzo 2024 |
| 310 | Elsa dopo aver fermato Natsu e Gray, gli fa capire che il loro scontro è insensato, i due tornano in sé, anche grazie all'arrivo di Juvia con Wendy e Charle e Happy e Lucy, per cadere a terra sfiniti. Rogue e Minerva sconfiggono Bloodman e Wall che scompaiono, improvvisamente la maggior parte dei maghi sente una strana sensazione piacevole e allo stesso tempo dolorosa, che gli impedisce di lottare, Yukino, Fro e Lector che stranamente sono immuni si imbattono in Larcade l'autore della magia che si proclama figlio di Zeref (anche lui è vittima della magia), che chiama "Piacere". Elsa e gli altri si imbattono in Irene, che vista la rossa continua a ripetere "Io sono te, tu sei me", non prima di cadere vittima del "Piacere", Elsa (cui le mani sono state curate) e Wendy restano contro la maga, mentre gli altri scappano con i feriti. Gerard e i membri maschili della Grimoire Sorciere vengono battuti in maniera inspiegabile da August, che rivela che Zeref ha un figlio e la madre è Mavis. Yukino viene immobilizzata da Larcade che cerca di torturarla col "Piacere" in un'altra maniera, dato che porterà tutti alla morte, ma viene salvata da Kagura, l'uomo però ferma solo con le dita la spada della ragazza e la ferisce. |                   |               |
| 311 | Nel cuore di Natsu 「ナツノココロ」 - Natsunokokoro | 2 giugno 2019     | 29 marzo 2024 |
| 311 | Nel sotterraneo Gray e Juvia vengono curati da Polysuca e Bradish, mentre Natsu continuano a non capire cosa abbia, il malore non può essere più rimpicciolito. Dimaria ammanettata dice che è un demone (cosa che Happy tiene ancora nascosta) Lucy dice che si sbaglia, ma dal corpo del ragazzo esce del fumo. Natsu si ritrova in uno strano posto innevato, qui gli appare un'illusione Zeref che rivela che sono nella mente del Dragon Slayer, che sta per morire e lui sarà la sua "guida", gli mostra alcuni dei loro ricordi: i loro genitori, la loro casa, l'attacco del drago che li uccise, quando venne fatto resuscitare come E.N.D, Igneel e l'incontro con gli altri piccoli Dragon Slayer. I ricordi iniziano a farsi confusi Natsu litigava sin da piccolo con Gajeel, Wendy era una piagnona e Sting e Rogue erano suoi coetanei, Zeref viene sostituito da Sting che gli chiede di seguirlo. Nella realtà Sting arrivato grazie a Fried salva gli altri da Larcade, dopo aver scoperto che l'avversario è figlio di Zeref trova strano che il suo odore sia identico a tutti gli effetti a quello di Natsu (anche se dice che è suo zio) dicendo che i parenti hanno solo una piccola somiglianza. Larcade attacca ma essendo legati alla luce Sting divora i suoi attacchi, lo Spriggan attiva allora la "Fame" tutti iniziano a mordersi tra loro, convinti di avere davanti del cibo, ma grazie a Fro, Sting torna in sé e stordisce gli altri per proteggerli, ma a causa della "Fame" è debole. Rogue grazie a Minerva si scambia con Yukino e fa divorare all'amico il suo potere, attivando il Bianco Drago d'Ombra, Larcade dice che userà la terza e ultima magia legata ai desideri dell'uomo: il "Sonno eterno" e poi ucciderà Natsu. Intanto oltre a non risvegliarsi, il corpo Natsu comincia a raffreddarsi |                   |               |
| 312 | Sting, il drago sacro d'ombra 「白影竜のスティング」 - Hakuei ryū no Sutingu | 9 giugno 2019     | 29 marzo 2024 |
| 312 | Grazie ai nuovi poteri Sting mette in difficoltà Larcade, ma questi dopo essersi ritenuto il mago che sconfiggerà Acnologia attiva il "Sonno eterno". Tutti cercano di non addormentarsi, Sting grazie a un consiglio di Rogue e l'aiuto di Kagura entra nella sua ombra, dove è immune alla magia e batte l'avversario riemergendo. Nella mente di Natsu la "guida" diventa Rogue e rivela che la sua sciarpa fu fatta da Anna Heartfilia con le squame perse da Igneel, infatti da rosse divennero bianche. All'esterno Natsu ripete che sconfiggerà Zeref, Happy dice che se lo farà morirà con lui, lasciando tutti di stucco (compreso Gray che finge di dormire), Polysuca dice a Lucy di scaldarlo per impedire che il corpo del ragazzo si raffreddi. All'esterno Elsa affronta Irene, questa le rivela di essere sua madre, Wendy che l'aiuta ha notato che gli odori si assomigliano, ma a nessuna importa chi sia l'altra, se non una nemica. Irene decide di raccontare lo stesso la storia della sua nascita |                   |               |
| 313 | Semi di drago 「竜の種」 - Ryū no tane | 16 giugno 2019    | 29 marzo 2024 |
| 313 | Irene racconta che 400 anni prima regnava in un regno dove umani e draghi pacifici coesistevano, ma a causa dei draghi ostili all'uomo, usò il suo potere trasferendo la forza dei draghi agli uomini, creando i Dragon Slayer: invincibili grazie ai Semi di Drago in corpo, ma ebbero effetti collaterali (cosa che anche Natsu scopre grazie alla guida diventata Wendy poi Gajeel). La guerra fini a favore di Acnologia che sterminò umani e draghi. Anche Irene (incinta di Elsa) a causa della magia iniziò a cambiare e per proteggere il nascituro, dagli uomini (tra cui quello che aveva spostato per obblighi), si trasformò in drago e si nascose per anni, finché non fu trovata da Zeref che le donò una forma umana. Il nuovo corpo non si rivelò perfetto, in quanto sensazioni come la fame il sonno non le conosceva più. Vicina alla pazzia decise di far nascere il bambino che aveva in grembo da 400 anni e trasferirgli la sua coscienza. |                   |               |
| 314 | Master Enchant 「極限付加術」 - Masutā enchanto | 23 giugno 2019    | 29 marzo 2024 |
| 314 | Natsu trovatosi in un ambiente vulcanico con Igneel, scopre che il suo Seme di Drago si sta unendo a quello di demone di E.N.D, cosa che lo ucciderà. Irene disse che fallì il suo trasferimento nel corpo di Elsa, motivo per cui la odia e la abbandonò, nel villaggio dove crebbe e fu rapita, la ragazza rivela di aver vissuto anche lei una vita difficile. Durante lo scontro Irene oltre ad aver capito che Wendy ha un Seme di Drago, scopre che grazie a Grandine non si trasformerà. Elsa riesce a colpire Irene improvvisamente accade qualcosa a Wendy che attacca la compagna: Irene ha trasferito in lei la sua coscienza e per vanità (in quanto nessuno crederebbe che una ragazzina abbia una figlia più grande di lei) vuole sempre ucciderla, Elsa si limita a difendersi, quando all'improvviso Wendy nel corpo di Irene effettua nuovamente lo scambio, cade però a terra a causa di alcune ferite auto inflitte. Irene trasformatasi in drago ferisce Elsa e le rompe le gambe e un braccio, poi evoca una meteora per ucciderla, la ragazza usando l'unica mano rimasta si dà lo slancio e evoca la spada per distruggere la meteora |                   |               |
| 315 | Drago o demone? 「竜か悪魔か」 - Ryū ka akuma ka | 30 giugno 2019    | 29 marzo 2024 |
| 315 | Dopo aver distrutto la meteora Elsa grazie a una magia di Wendy penetra le squame del drago, Irene torna subito umana e afferrata la spada della ragazza sta per ucciderla in quanto non può più muoversi, ma si suicida rivelando di aver sempre amato la figlia e decise di non trasferire la sua coscienza in lei. Intanto Igneel spiega a Natsu che per salvarsi deve distruggere uno dei due semi e scegliere se essere un drago o un demone, ma il ragazzo sceglie di essere un umano e distrugge entrambi per poi risvegliarsi, dopo aver salutato il drago. Con la morte di Irene il terreno si illumina di nuovo, facendo tornare Fiore normale (e Isui umana), le due fazioni si ritrovano a Magnolia |                   |               |
| 316 | L'asso nella manica di Gray 「グレイの切り札」 - Gurei no kirifuda | 7 luglio 2019     | 29 marzo 2024 |
| 316 | A Magnolia mentre lo scontro tra Fairy Tail e i restanti soldati continua, Mira, Elfman e Lisanna sconfiggono rispettivamente Jacob e Ajeel. Natsu, Lucy e Happy, si imbattono in Bradish che ha deciso di disertare con una Dimaria rimpicciolita. August l'ultimo dei Dodici in piedi lancia una magia dalla cima della cattedrale, ma viene annullata da Gildarts che inizia a lottare contro il vecchio, Polysuca scopre che Gray è scomparso, il ragazzo ha raggiunto Zeref alla sede della gilda e gli chiede qual è il suo scopo finale. Tra le macerie della cattedrale Gildarts è in difficoltà contro August sopravvissuto alla sua magia distruttiva, quando si intromette Cana, il vecchio capisce dai loro discorsi che sono padre e figlia . Gray rimane di sasso dopo aver scoperto perché Zeref vuole il potere di Mavis, solo per sapere che ora l'avversario lo ucciderà per assicurarsi che Natsu quando troverà il suo cadavere risvegli tutto il suo potere. Gray si prepara a combattere, Zeref gli ricorda che è immortale e inoltre la sua vita è legata a Natsu, ma scopre che la magia di Gray è Ice Shell potenziato con l'attributo Lost |                   |               |
| 317 | Un oscuro futuro 「黒い未来」 - Kuroi mirai | 14 luglio 2019    | 29 marzo 2024 |
| 317 | Per salvare Natsu, Gray decide sacrificarsi e imprigionare Zeref nel ghiaccio con Ice Shell, inoltre nessuno piangerà la sua scomparsa, dato che Lost (imparato dagli Avatar) cancellerà il suo ricordo, ma amplificherà la magia. Zeref dice che il ghiaccio un giorno si scioglierà e lui tornerà, ma a Gray va bene così dato che il mondo conoscerà lo stesso la pace. Ma l'incantesimo viene fermato nuovamente da Natsu in lacrime, che dopo un breve dialogo giura che cambierà il suo destino e inizia a lottare contro il fratello. Zeref capisce che Natsu non ha più il potere di Igneel, a un certo punto tutti avvertono qualcosa avvicinarsi. All'esterno del dormitorio femminile Wendy ha curato Elsa e si scusa per non aver salvato il master, ma la rossa la consola, improvvisamente arriva Acnologia che entrambe riconoscono, l'uomo si sfoga sul cadavere di Irene. Intanto Gildarts e Cana cercano di sconfiggere invano August sopravvissuto anche a Fairy Glitter, il vecchio domanda all'uomo cosa farebbe se vedesse morire la figlia davanti ai suoi occhi |                   |               |
| 318 | Il mio nome è... 「ぼくのなまえは…」 - Boku no na ma e wa… | 21 luglio 2019    | 29 marzo 2024 |
| 318 | Gildarts provocato attacca l'avversario per essere salvato da Cana, il vecchio inizia a ripetere "Perché il figlio di sua maestà non è mai stato amato?" Lucy, Gray e Happy ricevono un messaggio telepatico da Mavis e vanno da lei, mentre nella gilda Natsu continua lo scontro con Zeref, ma viene immobilizzato da Larcade che vuole consentire al padre di finirlo, ma invece colpisce lo Spriggan e gli rivela che in realtà non è suo figlio ma uno dei suoi demoni, l'esperimento più vicino a E.N.D, unico motivo per cui gli diede il suo cognome (e ha l'odore di Natsu). Parte un flashback Puherito mentre cercava di risvegliare Mavis nel cristallo scoprì che era incinta (dato che senza la maledizione sarebbe una donna adulta), fece nascere il bambino (il cui padre è Zeref) ma a causa del suo enorme potere lo abbandonò. Gildarts per proteggere Cana afferra il bastone di August, prima che la infilzi e rivela di aver capito il suo potere: copiare e annullare le magie dell'avversario, ma il trucco non funziona su quelle che richiedono gli oggetti come le carte di Cana (infatti sono gli unici attacchi che ha sempre schivato). Il flashback continua il bambino seppe grazie ai suoi poteri chi erano i genitori, crebbe di stenti, finché non incontrò Zeref, che ignaro di chi fosse, lo fece diventare un suo subordinato, ma ricordandogli Mavis gli diede il nome del mese in cui si incontrarono: agosto, rivelando che è August il bambino. Nel presente Cana colpisce il vecchio con le sue carte e Gildarts lo finisce tirandogli un pugno potenziando il suo arto artificiale |                   |               |
| 319 | Sentimento 「情」 - Jō | 28 luglio 2019    | 29 marzo 2024 |
| 319 | Zeref elimina Larcade, mentre August decide di autodistruggersi con tutti gli abitanti di Magnolia, ma si ferma non appena vede Mavis, eliminando solo sé stesso (solo Gildarts capisce che qualcosa gli ha fatto cambiare idea). Mavis sente una voce chiamarla "Mamma", ma prima di farsi domande arrivano Lucy, Gray e Happy a cui dà il libro di E.N.D (che ha rubato quando era prigioniera). Acnologia sposta la sua attenzione su Wendy e Elsa che vengono salvate da Gerard, ma scopre che Acnologia può divorare ogni tipo di magia indipendentemente dall'attributo. Il gruppo viene salvato dall'aeronave di Blue Pegasus e una volta a bordo, vengono inseguiti dall'Acnologia drago, Wendy si imbatte in una figura che sembra conoscerla |                   |               |
| 320 | Neo Eclipse 「ネオ・エクリプス」 - Neo ekuripusu | 4 agosto 2019     | 29 marzo 2024 |
| 320 | Wendy incontra Anna Heartfilia che rivela di essere stata 400 anni fa l'insegnante dei piccoli Dragon Slayer e del piano Neo Eclipse, spiegando che inizialmente avrebbe seguito i bambini nel futuro per crescerli. Anna una volta attraversata la porta, scoprì che per cause ignote i bambini si erano disperdi nel regno e incontrò Layla che aprì per non passare il fardello a Lucy. Tempo dopo Anna scoprì che la sua discendente morì a causa del portale e i bambini stavano bene, si concentrò per battere Acnologia e rivela che a causa del loro viaggio si formò una frattura temporale nella quale vuole intrappolare il drago per sempre, infatti è lì in cielo, ma molto piccola e solo lei può aprire, intanto i maghi di Blue Pegasus cercano di rallentare o sfuggire al drago. Lucy scopre la verità su Natsu, Gray rivela di aver perso il desiderio di vendetta contro E.N.D e decidono di aprire il libro. Zeref deluso da Natsu rivela che con la frattura temporale e il potere di Mavis potrà tornare ne passato e riscrivere la storia. |                   |               |
| 321 | Un amore ormai invisibile 「愛はもう見えない」 - Ai wa mō mienai | 11 agosto 2019    | 29 marzo 2024 |
| 321 | Mentre il drago insegue l'aeronave, Anna fa una terribile scoperta: la frattura si sta chiudendo. Acnologia cattura il mezzo, che però riesce a liberarsi, rimanendo danneggiato, Wendy a causa di questo inizia a sentirsi di nuovo male (dato che le modifiche che le impedivano di star male stanno svanendo). Lucy apre il libro di E.N.D e ne escono caratteri che rappresentano la storia di Natsu. Zeref immobilizza il fratello quando entra Mavis e cerca di ragionare, Natsu si libera con la Dragon Force, ma prima che si lanci di nuovo all'attacco Mavis si mette in mezzo, Zeref l'afferra, lei dice che sa come ucciderlo, ma lui preferisce continuare il suo piano e rivela il vero motivo per cui teme Acnologia: quando il drago avrà sterminato ogni forma di vita si divertirà a torturare lui e Mavis in eterno, a causa della loro immortalità e dopo averne assorbito il potere, la ragazza cade a terra, Zeref diventa completamente bianco |                   |               |
| 322 | Le porte del giuramento 「誓いの扉」 - Chikai no tobira | 18 agosto 2019    | 29 marzo 2024 |
| 322 | Mentre il resto di Fairy Tail ha liberato Magnolia, Natsu attacca Zeref (ora nominatosi Stregone bianco) e con un potente attacco lo disintegra col muro della sede e quello che c'è fuori, ma riappare subito riavvolgendo il tempo e facendo sparire ogni traccia dell'attacco e ferisce mortalmente Natsu dopo avergli rivelato che Makarov è morto, in contemporanea i caratteri del libro di E.N.D iniziano a svanire dopo essersi fermati. A causa dei danni all'aeronave Gerard vola contro il drago per distrarlo, ma all'improvviso la frattura si rende visibile (Zeref ha aperto la porta del tempo solo coi suoi poteri), il ragazzo decide di sacrificarsi e spingerci dentro il drago. Lucy con una penna inizia a riscrivere i caratteri basandosi sui suoi ricordi, Natsu si rialza rigenerato e ferma il fratello, sul corpo di Lucy spuntano strani segni |                   |               |
| 323 | Indomabili fiamme di drago 「荒ぶる竜の炎」 - Araburu ryū no honō | 25 agosto 2019    | 29 marzo 2024 |
| 323 | Natsu ripresosi, continua lo scontro col Zeref, che capisce che qualcuno sta riscrivendo il libro, a costo della vita, Lucy infatti continua a scrivere e a essere ricoperta di strani segni roventi, Gray tramite Devil Slayer le allevia il dolore. Intanto Gerard continua lo scontro contro Acnlogia, mentre l'aeronave precipita in mare a causa dei danni, i maghi riescono però a mettersi in salvo. I due fratelli intanto sferrano l'attacco finale uno oscuro con tutto l'odio e il dolore di Zeref e uno di fuoco per Natsu con i sentimenti di tutti, le due forze sembrano in parità, quando le fiamme del Dragon Slayer si amplificano (grazie a Lucy) e bruciano l'oscurità e il tempo travolgendo Zeref, che a una volta a terra torna normale e Mavis si rialza. Natsu saluta Zeref chiamandolo per una volta fratello e lo lascia a Mavis che si avvicina a lui. Gerard viene catturato da Acnologia, ma all'improvviso l'aeronave con a bordo Anna e Ichiya si rialza in volo finendo col drago (che molla Gerard) nella frattura, che subito dopo si richiude. |                   |               |
| 324 | Quando la fiamma si spegne 「炎消える時」 - Honō kieru toki | 1º settembre 2019 | 29 marzo 2024 |
| 324 | Mavis avvicinatasi a Zeref prima si sfoga su di lui ricordandogli le sue colpe poi dice che lo ama, i due si abbracciano e scompaiono in una colonna di luce, lasciando solo la piastrina di Zeref con una foto sua e di Natsu da piccoli. A causa del rilascio di questa magia, Makarov si risveglia dopo aver sognato la bambina scalza e il ragazzo in nero camminare mano nella mano felici. Lucy scrive fine nell'ultima pagina del libro di E.N.D e i caratteri tornano in esso, dicendo che ora Natsu non è più un demone per cadere a causa dei segni, Gray l'afferra e annulla la maledizione con la Devil Slayer. Il libro scompare davanti ai tre, Happy teme che Natsu sia scomparso con esso, ma arriva l'amico e lo raggiunge in lacrime. Il gruppo di Elsa posizionatosi su un'isoletta dice a Gerard che deve vivere, poi tramite dispositivo magico comunica a Warren che Acnologia è intrappolato per sempre e successivamente agli altri. Ma quando tutto sembra finito Natsu scompare misteriosamente |                   |               |
| 325 | Distruzione del mondo 「世界崩壊」 - Sekai hōkai | 8 settembre 2019  | 29 marzo 2024 |
| 325 | Mentre il gruppo di Elsa si riprende accede l'impensabile: il cielo si frantuma e riemerge Acnologia, il drago lancia un violento attacco che colpisce Magnolia (non facendo vittime) e fa sparire Wendy, contemporaneamente in città spariscono anche Gajeel, Luxus, Erik, Rogue e Sting. Anna e Ichiya piovono giù dal cielo, la donna spiega di aver fatto un terribile errore: il drago ha assorbito il potere della frattura, che l'ha reso privo di controllo e diviso: il corpo è il drago nel mondo reale, mentre la mente è nella frattura a mantenere l'equilibrio in forma umana e ha assorbito i Dragon Slayer, per raggiungere il suo scopo. Elsa viene teletrasportata grazie a Mest in città dove oltre a Fairy Tail si sono radunati anche Grimoire Sorciere e Sabertooth. Natsu ritrovatosi in uno strano luogo dove Acnologia uomo spiega essere il suo regno cerca di intrappolarlo insieme agli altri sei Dragon Slayer, ma il ragazzo si libera insieme agli altri e si preparano allo scontro finale |                   |               |
| 326 | Magia di speranza 「希望の魔法」 - Kibō no mahō | 15 settembre 2019 | 29 marzo 2024 |
| 326 | In un flashback viene rivelato che 400 anni fa Acnologia era il guardiano e medico di draghi in un villaggio dove coesistevano pacificamente con gli umani, finché un giorno sentì della magia Dragon Slayer e si sentì debole e spaventato, successivamente tutto fu raso al suolo. Oggi nella frattura i Dragon Slayer attaccano Acnologia ma questi li respinge facilmente, Erik non sente niente dall'avversario. Nel mondo reale Elsa spiega la situazione, dove sono i loro amici e che se riescono a sconfiggere la mente Acnologia, anche il drago morirà. Il gruppo decide di aiutarli, però non sa cosa fare dato che la magia è inutile e non hanno armi adattate, Lucy rivela di avere un piano: intrappolarlo nella Fairy Sphere, dato che 8 anni fa non riuscì ad abbatterla e salvò loro la vita a Tenrou, spiega inoltre di portarlo ad Hargeon e farlo salire sul una nave per indebolirlo. Gray e Juvia si recano al porto grazie a Mest dove incontrano il gruppo di Lamia Scale per cercare la nave più grande, mentre gli altri si recano con altri mezzi. Lucy, Levy, Fried, Makarov e i gatti cercano l'incantesimo nella biblioteca della gilda, mentre i maghi di Grimoire Sorciere e Sabertooth cercano di distrarre il drago e farsi seguire, ma inutilmente, nella frattura lo scontro continua, Natsu scopre che l'avversario vuole distruggere ogni cosa. Un attacco del drago fa trovare il libro di Fairy Sphere, Minerva capisce che senza la mente il drago si muove tramite l'istinto e si fanno seguire aumentando la loro aura magia, ma una volta la porta il drago capendo di avvicinarsi al pericolo distrugge con un colpo tutte le navi. |                   |               |
| 327 | Cuori in concerto 「繋がる心」 - Tsunagaru kokoro | 22 settembre 2019 | 29 marzo 2024 |
| 327 | Sopravvissuto allo sterminio del suo villaggio Acnologia, giurò di vendicarsi e divenne Dragon Slayer, negli anni successivi uccise sia draghi che uomini per raggiungere il suo scopo, finché ormai fuori controllo non mutò lui stesso in un drago. Nel presente Lucy raggiunge Hargeon, mentre Elsa e Mira distraggono il drago, Gray e Leon creano col ghiaccio una nave e i vari maghi si riuniscono in cerchio per generare magia che Lucy nel mezzo userà per la Fairy Sphere. Nella frattura Natsu e co cercano di sconfiggere Acnologia, ma si rivela troppo forte e dice che uccidendoli eliminerà per sempre i draghi, ma Natsu lo sbeffeggia rivelando che loro sono solo umani con poteri da drago e anche lui lo è e inoltre non ha mai conosciuto draghi buoni come Igneel. Nel presente Elsa riesce a far cadere il drago sulla nave che Juvia spinge al largo, Lucy attiva la sfera, ma il drago riesce a infrangere. All'improvviso arriva Meredy e con la sua magia unisce i poteri di tutti i maghi del continente ricreando la sfera. Wendy passa il suo potere e quello degli altri cinque a Natsu, il braccio destro del ragazzo si avvolge in un enorme fiamma multi colore e si lancia all'attacco contro un avversario fuori controllo. |                   |               |
| 328 | Amici insostituibili 「かけがえのない仲間たち」 - Kakegae no nai nakamatachi | 29 settembre 2019 | 29 marzo 2024 |
| 328 | Natsu si lancia all'attacco, ma quando Acnologia sta per contrattaccare scopre di non potersi muovere a causa della sfera e viene colpito, in un ultimo delirio dice che distruggerà tutto solo per avere tutto, Natsu dice che è troppo avido e di accontentarsi come lui ha i suoi amici, Acnologia svanisce in pace definendolo un re (non si capisce se a causa dell'attacco o perché la sua esistenza sia diventata instabile), ma a lui non importa. Nel presente il drago scompare insieme alla sfera, tutti esultano per la vittoria e i Dragon Slayer cadono giù dal cielo. La storia riprende un anno dopo a una serata di gala dove Lucy ha vinto un premio come scrittrice emergente, grazie a una storia basata sulle sue avventure, anche il resto della gilda è presente facendo il solito casino, qui improvvisamente vedono due giovani simili a Mavis e Zeref con nomi diversi che si incontrano. Viene rivelato che negli ultimi mesi il re ha abdicato a favore della figlia che ha perdonato Gerard e la sua gilda e sta ristabilendo i rapporti con Alvarez, Anna è diventata maestra in una scuola, Gray e Juvia e Levy e Gajeel sono diventati ufficialmente delle coppie, Sheila ha ripreso a usare la magia, Makarov purtroppo dopo la battaglia ha perso l'uso delle gambe. Il giorno dopo Lucy si sveglia con Natsu e Happy in casa per scoprire che ubriaca li ha fatti restare lei, il ragazzo le annuncia che hanno ricevuto il permesso per una nuova missione, i tre partono con Gray, Elsa, Wendy e Charle per una nuova avventura: la missione dei cento anni. |                   |               |